# Michèle Striffler

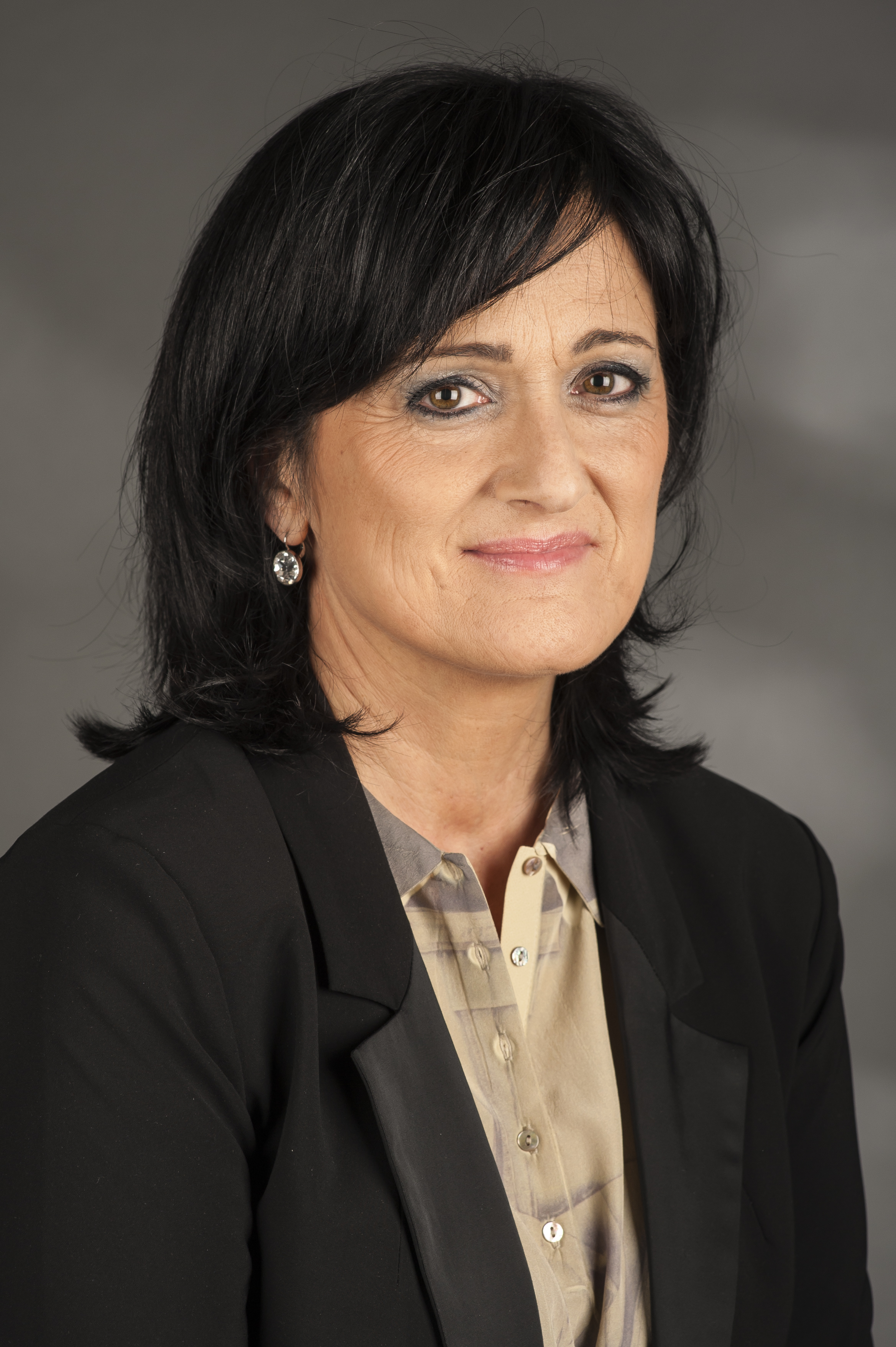
Michèle Striffler (2014)

Michèle Striffler (* 23. August 1957 in Mülhausen, Elsass) ist eine französische Politikerin. Sie war von 2009 bis 2014 Mitglied des Europäischen Parlaments für La Gauche moderne.

## Leben und politische Karriere
Striffler machte das Diplom in Pharmazie für Pharmavertreter. Sie arbeitete danach als Kaufmännische Angestellte in einem Reisebüro sowie im Bau- und im Immobiliensektor, auch in Deutschland und der Schweiz. Von 1989 bis 2007 war sie beruflich als Pharmavertreterin tätig.
Striffler war bei der Parti socialiste Sekretärin der Sektion Mülhausen (Elsass) sowie Mitglied des Parteiausschusses für Finanzkontrolle. 2007 verließ sie die PS, um der neugegründeten Partei La Gauche moderne des Mülhäuser Bürgermeisters Jean-Marie Bockel beizutreten, bei der sie auch gleich Vorsitzende des Parteiverbandes Elsass wurde. Ein Jahr später wurde sie in den Parteivorstand gewählt. Von 2008 bis 2010 war sie stellvertretende Bürgermeisterin von Mülhausen, seitdem ist sie im dortigen Stadtrat für europäische Angelegenheiten zuständig. 
Bei der Europawahl 2009 wurde sie im Wahlkreis Est, der den Osten Frankreichs umfasst, ins Europäische Parlament gewählt. Dort saß sie in der Fraktion der Europäischen Volkspartei (Christdemokraten), war stellvertretende Vorsitzende des Entwicklungsausschusses und Delegierte in der Paritätischen Parlamentarischen Versammlung AKP-EU.
Bei der Europawahl 2014 stand Striffler auf Platz 3 der gemeinsamen Liste von UDI und MoDem im Wahlkreis Ostfrankreich, was jedoch nicht für einen Wiedereinzug in das EU-Parlament reichte. Zur Europawahl 2019 trat sie erfolglos für die Tierschutzpartei Parti animaliste an.